# Zale aeruginosa
Zale aeruginosa är en fjärilsart som beskrevs av Achille Guenée 1852. Zale aeruginosa ingår i släktet Zale och familjen nattflyn. Inga underarter finns listade i Catalogue of Life.